# Gabinetto Segreto

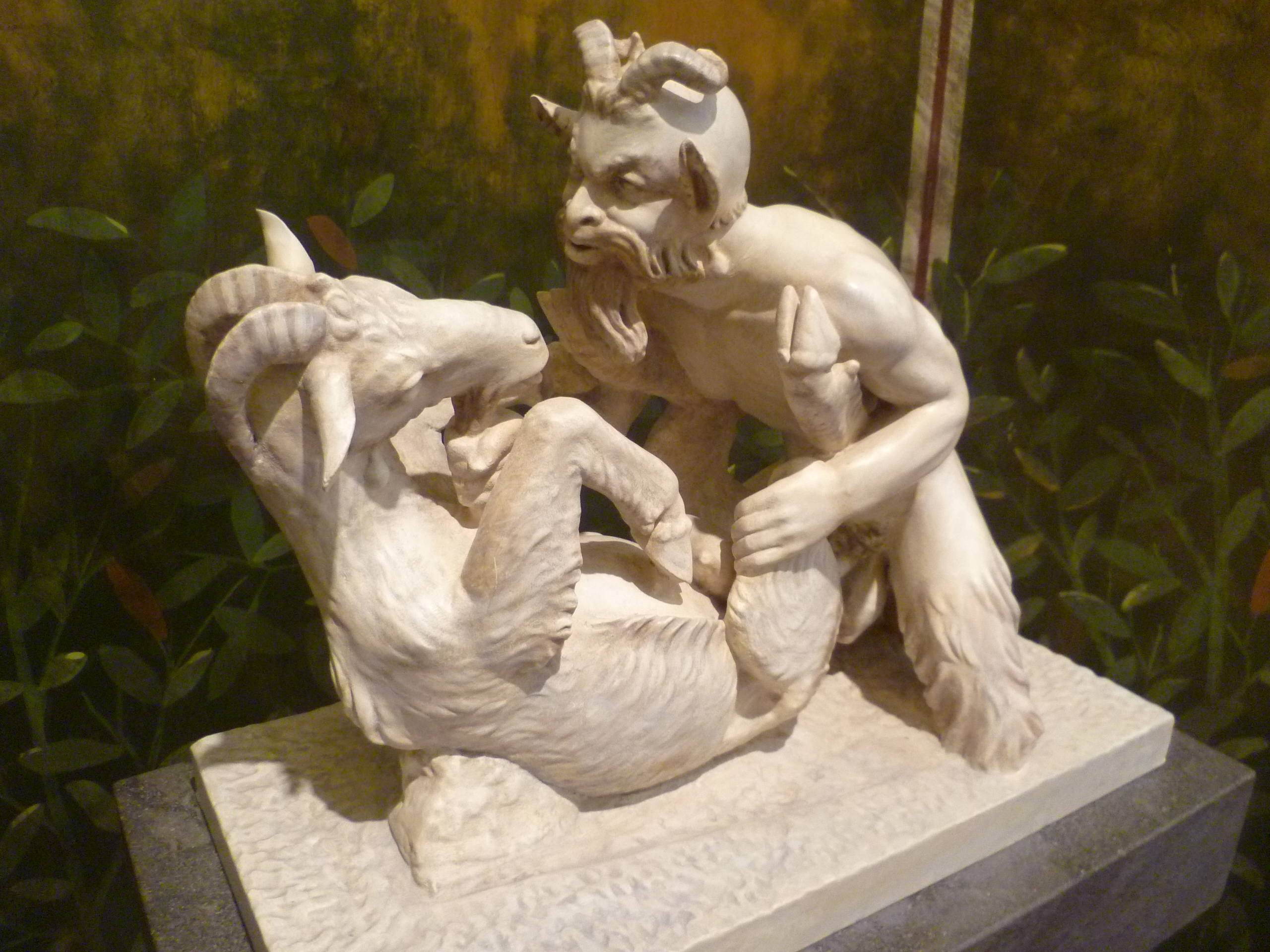
'Pan copulerend met een geit' - Een van de beroemdste stukken van het Gabinetto Segreto

De term Gabinetto Segreto (Geheim Kabinet) wordt gebruikt voor de ruimtes in het Museo Archeologico Nazionale di Napoli waar expliciete erotische kunstvoorwerpen en teksten uit de opgravingen van Pompeii en Herculaneum staan opgesteld. 
In de Romeinse steden Pompeï en Herculaneum (aan de voet van de vulkaan Vesuvius) waren erotische fresco's en afbeeldingen van de god Priapus, maar ook seksueel expliciete teksten in de vorm van graffiti en zelfs huishoudelijke voorwerpen met fallussymbolen (hanglampen bijvoorbeeld) heel gewoon. Na de verwoesting van deze steden door lavastromen uit de vulkaan in 79 na Chr. werden ook deze voorwerpen en teksten toegedekt door een dikke laag as.
De Romeinen gingen heel anders om met seksuele moraal dan in later eeuwen gebruikelijk, en men bezag seksueel expliciet materiaal dan ook heel anders dan tegenwoordig. Deze zaken werden destijds niet als obsceen of zelfs maar pornografisch ervaren, heel anders dan toen deze voorwerpen bij de opgravingen vanaf de achttiende eeuw weer aan het licht kwamen. Ze belandden in het museum van de Bourbons, de koningen van Napels, en in een geheim kabinet, waarvan de deur in 1849 zelfs dichtgemetseld werd. Het gabinetto segreto was alleen toegankelijk voor heren, en dan ook nog alleen voor heren met een goede reputatie. Regelmatig werd het gesloten, half geopend, weer gesloten en in het eind van de jaren '60 van de twintigste eeuw weer heropend, maar toen tegen een extra toegangsprijs. 
Pas vanaf 2000 is de hele collectie weer te zien, en ze werd vanaf 2005 ondergebracht in een eigen ruimte in het museum. Het is inmiddels een zeer populaire ruimte van het museum geworden, en toegankelijk voor iedere bezoeker (kinderen onder begeleiding).